# Line Renaud

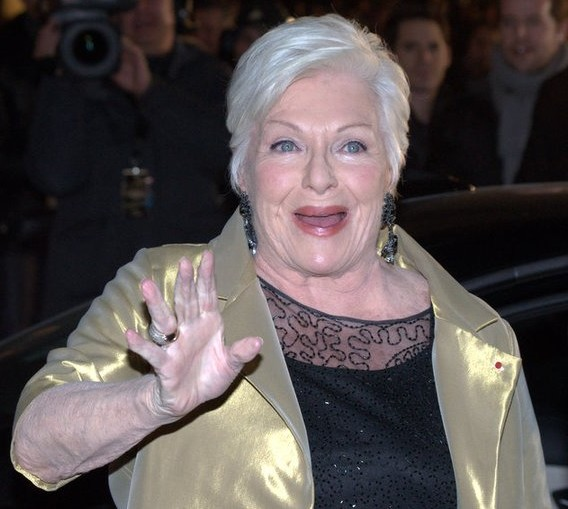
Line Renaud (2011)

Line Renaud, eigentlich Jacqueline Enté, (* 2. Juli 1928 in Nieppe, Département Nord) ist eine französische Sängerin und Schauspielerin.

## Biografie
Die Tochter eines Lastwagenfahrers und einer Stenotypistin kam durch die Aktivitäten ihres Vaters als Trompeter der lokalen Blaskapelle mit der Musik in Kontakt. Sie nahm bereits mit sieben Jahren an einem Amateurwettbewerb teil.
Während des Zweiten Weltkriegs blieben alle Kinder, Frauen und alte Männer im Dorf, während ihr Vater in den Krieg zog. Sie waren komplett vom öffentlichen Leben ausgeschlossen, so dass ihre Mutter, ihre Urgroßmutter und ihre Großmutter mütterlicherseits ihre (Schul)ausbildung fortsetzten.
Sie bewarb sich noch während des Krieges heimlich am Konservatorium in Lille, bedachte aber nicht, dass dort klassische Sänger gesucht wurden. Vor dem Prüfungsausschuss sang sie einen sehr populären Bluessong von Loulou Gasté, Sainte-Madeleine, danach – auf Nachfrage des Prüfungsausschusses – einen zweiten Song von Loulou Gasté Mon âme au diable. Nach dem Ende des Vorsingens stellte sich eines der Mitglieder des Prüfungsausschusses bei Line vor: „Ich bin der Direktor von Radio Lille, und wir suchen eine Sängerin“. Ihre Karriere begann unter dem Pseudonym Jacqueline Ray.
Nach einem Wechsel nach Paris schaffte sie den nationalen Durchbruch und kurz danach auch internationale Erfolge. Es folgten Angebote aus England, in Kinofilmen zu spielen und zu singen. Sie sang im Moulin Rouge mit so überragendem Erfolg, dass nun auch amerikanische Produzenten auf sie aufmerksam wurden. Der große Komiker und Entertainer Bob Hope engagierte sie für Vorstellungen des Astoria in New York sowie im Cocoanut Grove in Los Angeles. Der Weg war für eine Karriere in den USA als Sängerin und Schauspielerin geebnet, später auch in Kanada. Sie arbeitete mit Größen wie Johnny Carson, Dinah Shore, Dean Martin oder Ed Sullivan zusammen. Schließlich gelang ihr in Frankreich ein Comeback als Revuestar (Plaisir, um 1960 im Casino de Paris, Gastspiel im Dunes, Las Vegas). Von 1976 bis 1979 stellte sie, mit über 50, dort ihre fünfte und letzte Revue auf die Beine.
Im Jahr 1985 initiiert sie in Frankreich eine Kampagne aus Solidarität mit AIDS-Kranken (frz. Sida) unter anderem zusammen mit Elizabeth Taylor, Madonna und Dalida.
Im Jahr 1995 starb ihr Ehemann Louis „Loulou“ Gasté und Renaud begann in dieser Zeit eine neue Karriere am Theater. Man sah sie ebenfalls in zahlreichen Kino- und Fernsehfilmen. Im Juni 1999 starb ihre Mutter im Alter von 94 Jahren.

## Ehrungen
- 1994 Offizier der Ehrenlegion
- 1996 Kommandeur des Ordre des Arts et des Lettres
- 2002 Kommandeur der Ehrenlegion
- 2005 Stern auf dem Las Vegas Walk of Stars
- 2008 Großoffizier des Ordre national du Mérite
- 2013 Großoffizier der Ehrenlegion
- 2016 Großkreuz des Ordre national du Mérite
- 2017 die Line Renaud Road in Las Vegas (Nevada) wurde nach ihr benannt
- 2018 Médaille de la Ville de Paris
- 2022 Großkreuz der Ehrenlegion

## Bekannte Interpretationen
- Ma Cabane Au Canada
- Mon Mari Est Merve…
- Dis Oh Dis
- Ciao Ciao Bambina
- Bona Sera, Signorina
- Un Jour
- Two Sleepy People
- Qué Séra

## Filmografie (Auswahl)

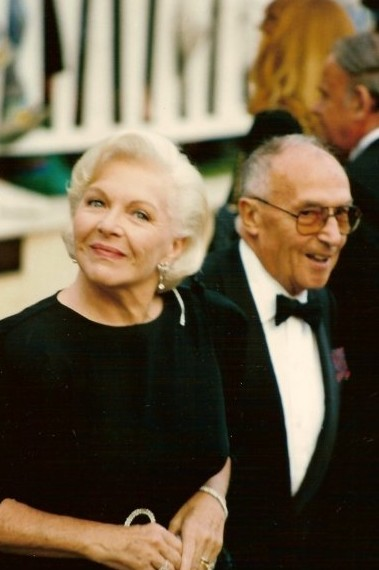
Line Renaud und Loulou Gasté 1990

- 1946: Der blinde Engel (La foire aux chimères)
- 1947: Une belle garce
- 1951: Au fil des ondes
- 1952: Ils sont dans les vignes …
- 1952: Quitte ou double
- 1955: La Madelon
- 1957: Mademoiselle et son gang
- 1959: L’increvable
- 1959: Tausend Sterne leuchten
- 1989: La folle journée ou Le mariage de Figaro
- 1990: Gauner gegen Gauner (Ripoux contre ripoux)
- 1994: Ich kann nicht schlafen (J’ai pas sommeil)
- 1996: Ma femme me quitte
- 1999: Meine schöne Schwiegermutter (Belle maman)
- 1999: Doggy Bag
- 2001: Chaos
- 2001: Le mal de mère
- 2003: 18 Jahre später (18 ans après)
- 2005: Le courage d’aimer
- 2006: Trautes Heim, Glück allein (La maison du bonheur)
- 2008: Willkommen bei den Sch’tis (Bienvenue chez les Ch’tis)
- 2011: La croisière
- 2014: Süßes Gift (La douce empoisonneuse) (TV)
- 2015, 2018: Call My Agent! (Fernsehserie, zwei Folgen)
- 2018: Die Sch’tis in Paris – Eine Familie auf Abwegen (La ch'tite famille) (D)
- 2019: Von wegen altes Eisen (Huguette) (TV)
- 2022: Im Taxi mit Madeleine (Une belle course) (D)

## Film
- Philippe Kohly, Regie: Line Renaud – Ein Leben für das Chanson (Frankreich, 2005, 91 Min.)